# جوديث همفريز
جوديث همفريز (بالإنجليزية: Judith Humphreys)‏ هي ممثلة بريطانية، ولدت في 1960.

## وصلات خارجية
- جوديث همفريز على موقع IMDb (الإنجليزية)